# Associazione Sportiva Simmenthal-Monza 1963-1964
Questa pagina raccoglie le informazioni riguardanti l'Associazione Sportiva Simmenthal-Monza nelle competizioni ufficiali della stagione 1963-1964.

## Stagione
Nella stagione 1963-1964 il Monza disputa il campionato di Serie B, un torneo a 20 squadra che prevede tre promozioni e tre retrocessioni. Con 32 punti in classifica ottiene il quindicesimo posto. Salgono in Serie A il Varese con 51 punti, il Cagliari con 49 punti ed il Foggia con 46 punti. Scendono in Serie C il Prato con 31 punti, l'Udinese con 29 punti ed il Cosenza con 26 punti.
In casa biancorossa, per l'ottava ed ultima stagione sponsorizzata dal marchio Simmenthal, ci si affida per il quarto anno consecutivo all'allenatore argentino Hugo Lamanna, ma la squadra ha perso le bocche da fuoco della stagione scorsa, Paolo Ferrario è tornato al Milan e Vincenzo Traspedini viene ceduto al Varese, in coppia avevano realizzato ben 32 reti, le stesse che il Monza ha realizzato in questa stagione, e quindi proprio nell'attacco ha il suo punto debole. I brianzoli disputano un campionato costantemente impantanati nelle zone paludose della classifica, ma quando tutto sembra compromesso e la retrocessione ad un passo, con l'arrivo in panchina di Vittorio Malagoli la squadra ha un sussulto, e vincendo le ultime cinque partite del campionato, riesce miracolosamente a salvarsi. In Coppa Italia il Monza supera al primo turno il Venezia, ma cede nel secondo turno al Varese che vince (3-0) con una doppietta dell'ex Vincenzo Traspedini.

## Rosa
| N. |                      | Ruolo | Calciatore           |
| -- | -------------------- | ----- | -------------------- |
|    | Italia (bandiera)    | D     | Giovanni Bacis       |
|    | Italia (bandiera)    | A     | Dario Baruffi        |
|    | Italia (bandiera)    | C     | Stefano Bernini      |
|    | Italia (bandiera)    | C     | Eugenio Bersellini   |
|    | Italia (bandiera)    | C     | Cesare Campagnoli    |
|    | Argentina (bandiera) | C     | Luis César Carniglia |
|    | Italia (bandiera)    | C     | Giuseppe Ferrero     |
|    | Italia (bandiera)    | D     | Livio Ghioni         |
|    | Italia (bandiera)    | D     | Franco Gianesello    |
|    | Italia (bandiera)    | P     | Pierluigi Giunti     |
|    | Italia (bandiera)    | C     | Clemente Gotti       |
|    | Italia (bandiera)    | C     | Severino Lojodice    |

| N. |                   | Ruolo | Calciatore          |
| -- | ----------------- | ----- | ------------------- |
|    | Italia (bandiera) | C     | Mariano Melonari    |
|    | Italia (bandiera) | A     | Giancarlo Mezzalira |
|    | Italia (bandiera) | D     | Osvaldo Motto       |
|    | Italia (bandiera) | D     | Sergio Osterman     |
|    | Italia (bandiera) | C     | Mario Perego        |
|    | Italia (bandiera) | C     | Giancarlo Prato     |
|    | Italia (bandiera) | P     | Vincenzo Rigamonti  |
|    | Italia (bandiera) | A     | Ulderico Sacchella  |
|    | Italia (bandiera) | C     | Gianluigi Stefanini |
|    | Italia (bandiera) | A     | Filippo Tasso       |
|    | Italia (bandiera) | A     | Remo Vigni          |
|    | Italia (bandiera) | A     | Guido Vivarelli     |

## Risultati

### Serie B

#### Girone di andata
| Arbitro: | Angonese (Mestre) |

|              |           |              |
| Lojodice 21’ | Marcatori | 5’ Gilardoni |

| Arbitro: | Samani (Trieste) |

|                       |           |  |
| Pagani 29’ Raffin 32’ | Marcatori |  |

| Arbitro: | Zanchi (Mestre) |

|                  |           |  |
| Gotti 69’ (rig.) | Marcatori |  |

| Arbitro: | Palazzo (Palermo) |

|                  |           |                                                             |
| Lojodice 1’, 21’ | Marcatori | 3’ (rig.) Ghersetich 27’ Bagnoli 31’ Zavaglio 51’ Gasparini |

| Arbitro: | Rigato (Mestre) |

|             |           |            |
| Baruffi 52’ | Marcatori | 90’ Muzzio |

| Arbitro: | Righetti (Torino) |

|                            |           |                  |
| Greatti 23’ Cappellaro 71’ | Marcatori | 72’ (rig.) Gotti |

| Arbitro: | De Robbio (Torre Annunziata) |

|           |           |             |
| Gotti 63’ | Marcatori | 64’ Ruggero |

| Arbitro: | Gambarotta (Genova) |

|            |           |           |
| Patino 42’ | Marcatori | 71’ Tasso |

| Palermo 17 novembre 1963 9ª giornata | Palermo           | 0 – 0 | Simmenthal-Monza | Stadio La Favorita\| Arbitro: \| Pignatta (Torino) \| |
| Arbitro:                             | Pignatta (Torino) |       |                  |                                                       |

| Arbitro: | Monti (Ancona) |

|  |           |                  |
|  | Marcatori | 65’ (aut.) Prato |

| Varese 1º dicembre 1963 11ª giornata | Varese           | 0 – 0 | Simmenthal-Monza | Stadio Franco Ossola\| Arbitro: \| Cirone (Palermo) \| |
| Arbitro:                             | Cirone (Palermo) |       |                  |                                                        |

| Arbitro: | Angonese (Mestre) |

|  |           |                       |
|  | Marcatori | 64’ Cesana 78’ Oldani |

| Arbitro: | Adami (Roma) |

|              |           |             |
| Lojodice 57’ | Marcatori | 73’ Corradi |

| Arbitro: | Grignani (Milano) |

|                          |           |  |
| Innocenti 2’ Ridolfi 50’ | Marcatori |  |

| Arbitro: | Pignatta (Torino) |

|  |           |                     |
|  | Marcatori | 25’ Porro 63’ Dalio |

| Verona 5 gennaio 1964 16ª giornata | Verona         | 0 – 0 | Simmenthal-Monza | Stadio Marcantonio Bentegodi\| Arbitro: \| Rancher (Roma) \| |
| Arbitro:                           | Rancher (Roma) |       |                  |                                                              |

| Arbitro: | Politano (Cuneo) |

|                             |           |             |
| Del Zotto 25’ Inferrera 50’ | Marcatori | 83’ Ferrero |

| Monza 19 gennaio 1964 18ª giornata | Simmenthal-Monza    | 0 – 0 | Padova | Stadio Città di Monza\| Arbitro: \| Bernardis (Trieste) \| |
| Arbitro:                           | Bernardis (Trieste) |       |        |                                                            |

| Monza 26 gennaio 1964 19ª giornata | Simmenthal-Monza      | 0 – 0 | Cosenza | Stadio Città di Monza\| Arbitro: \| De Marchi (Pordenone) \| |
| Arbitro:                           | De Marchi (Pordenone) |       |         |                                                              |

#### Girone di ritorno
| Arbitro: | Acernese (Roma) |

|            |           |                  |
| Ronzon 81’ | Marcatori | 11’, 48’ Ferrero |

| Monza 16 febbraio 1964 21ª giornata | Simmenthal-Monza   | 0 – 0 | Brescia | Stadio Città di Monza\| Arbitro: \| Angelini (Firenze) \| |
| Arbitro:                            | Angelini (Firenze) |       |         |                                                           |

| Arbitro: | Marengo (Chiavari) |

|             |           |  |
| Viacava 64’ | Marcatori |  |

| Arbitro: | Acernese (Roma) |

|             |           |             |
| Bagnoli 88’ | Marcatori | 20’ Ferrero |

| Arbitro: | Carminati (Milano) |

|               |           |  |
| Mezzalira 73’ | Marcatori |  |

| Arbitro: | Righetti (Torino) |

|  |           |                                                                 |
|  | Marcatori | 28’ (aut.) Ferrero 37’, 65’ Cappellaro 48’ Mazzucchi 88’ Congiu |

| Arbitro: | Samani (Trieste) |

|                       |           |                              |
| Taccola 14’ Corbi 45’ | Marcatori | 10’ Sacchella 81’ Campagnoli |

| Arbitro: | Politano (Cuneo) |

|              |           |                          |
| Melonari 88’ | Marcatori | 63’ Rinaldi 68’ Lazzotti |

| Arbitro: | Acernese (Roma) |

|  |           |           |
|  | Marcatori | 80’ Fogar |

| Arbitro: | Di Tonno (Lecce) |

|                   |           |               |
| Perego 37’ (aut.) | Marcatori | 14’ Sacchella |

| Arbitro: | Gambarotta (Genova) |

|           |           |                                           |
| Vigni 80’ | Marcatori | 25’, 70’ Vetrano 50’, 85’ (rig.) Pasquina |

| Arbitro: | D'Agostini (Roma) |

|         |           |              |
| Fara 7’ | Marcatori | 41’ Lojodice |

| Arbitro: | De Marchi (Pordenone) |

|           |           |  |
| Pinti 33’ | Marcatori |  |

| Arbitro: | Barolo (Bassano del Grappa) |

|                     |           |                     |
| Melonari 49’ (rig.) | Marcatori | 40’ (rig.) Lindskog |

| Arbitro: | De Robbio (Torre Annunziata) |

|  |           |                                   |
|  | Marcatori | 57’ (rig.) Melonari 65’ Sacchella |

| Arbitro: | Marengo (Chiavari) |

|                                    |           |            |
| Bersellini 24’ Melonari 54’ (rig.) | Marcatori | 79’ Maioli |

| Arbitro: | D'Agostini (Roma) |

|                                        |           |              |
| Vigni 21’ Bersellini 42’ Sacchella 89’ | Marcatori | 4’ Selmosson |

| Arbitro: | De Robbio (Torre Annunziata) |

|              |           |                        |
| Abbatini 35’ | Marcatori | 3’ Sacchella 58’ Vigni |

| Arbitro: | Sbardella (Roma) |

|  |           |                         |
|  | Marcatori | 49’ Vigni 89’ Sacchella |

### Coppa Italia
| Arbitro: | Politano (Cuneo) |

|             |           |                   |
| Sartore 37’ | Marcatori | 49’, 56’ Lojodice |

| Arbitro: | Barolo (Bassano del Grappa) |

|                                |           |  |
| Traspedini 23’, 64’ Cucchi 75’ | Marcatori |  |

## Statistiche

### Statistiche di squadra
| Competizione | Punti | In casa | In casa | In casa | In casa | In casa | In casa | In trasferta | In trasferta | In trasferta | In trasferta | In trasferta | In trasferta | Totale | Totale | Totale | Totale | Totale | Totale | DR  |
| Competizione | Punti | G       | V       | N       | P       | Gf      | Gs      | G            | V            | N            | P            | Gf           | Gs           | G      | V      | N      | P      | Gf     | Gs     | DR  |
| ------------ | ----- | ------- | ------- | ------- | ------- | ------- | ------- | ------------ | ------------ | ------------ | ------------ | ------------ | ------------ | ------ | ------ | ------ | ------ | ------ | ------ | --- |
| Serie B      | 32    | 19      | 4       | 7       | 8       | 15      | 27      | 19           | 4            | 9            | 6            | 17           | 19           | 38     | 8      | 16     | 14     | 32     | 46     | -14 |
| Coppa Italia |       | -       | -       | -       | -       | -       | -       | 2            | 1            | 0            | 1            | 2            | 4            | 2      | 1      | 0      | 1      | 2      | 4      | -2  |
| Totale       |       | 19      | 4       | 7       | 8       | 15      | 27      | 21           | 5            | 9            | 7            | 19           | 23           | 40     | 9      | 16     | 15     | 34     | 50     | -16 |

### Statistiche dei giocatori
| Giocatore     | Serie B  | Serie B | Coppa Italia | Coppa Italia | Totale   | Totale |
| Giocatore     | Presenze | Reti    | Presenze     | Reti         | Presenze | Reti   |
| ------------- | -------- | ------- | ------------ | ------------ | -------- | ------ |
| G. Bacis      | 22       | 0       | -            | -            | 22       | 0      |
| D. Baruffi    | 20       | 1       | 2            | 0            | 22       | 1      |
| S. Bernini    | 18       | 0       | -            | -            | 18       | 0      |
| E. Bersellini | 15       | 2       | -            | -            | 15       | 2      |
| C. Campagnoli | 31       | 1       | 2            | 0            | 33       | 1      |
| L. Carniglia  | 3        | 0       | -            | -            | 3        | 0      |
| G. Ferrero    | 19       | 4       | -            | -            | 19       | 4      |
| L. Ghioni     | 23       | 0       | 2            | 0            | 25       | 0      |
| F. Gianesello | 7        | 0       | 1            | 0            | 8        | 0      |
| P. Giunti     | 16       | -23     | 1            | -1           | 17       | -24    |
| C. Gotti      | 18       | 3       | 2            | 0            | 20       | 3      |
| S. Lojodice   | 15       | 5       | 2            | 2            | 17       | 7      |
| M. Melonari   | 37       | 4       | 2            | 0            | 39       | 4      |
| G. Mezzalira  | 9        | 1       | -            | -            | 9        | 1      |
| O. Motto      | 5        | 0       | 1            | 0            | 6        | 0      |
| S. Osterman   | 10       | 0       | 1            | 0            | 11       | 0      |
| M. Perego     | 3        | 0       | -            | -            | 3        | 0      |
| G. Prato      | 25       | 0       | -            | -            | 25       | 0      |
| V. Rigamonti  | 22       | -23     | 1            | -3           | 23       | -26    |
| U. Sacchella  | 30       | 6       | 2            | 0            | 32       | 6      |
| G. Stefanini  | 22       | 0       | 2            | 0            | 24       | 0      |
| F. Tasso      | 12       | 1       | 1            | 0            | 13       | 1      |
| R. Vigni      | 19       | 4       | -            | -            | 19       | 4      |
| G. Vivarelli  | 17       | 0       | 1            | 0            | 18       | 0      |